# グルタミン酸シンターゼ (フェレドキシン)
グルタミン酸シンターゼ (フェレドキシン)(glutamate synthase (ferredoxin))は、窒素代謝酵素の一つで、次の化学反応を触媒する酸化還元酵素である。
2 L-グルタミン酸 + 2 酸化型フェレドキシン {\displaystyle \rightleftharpoons } L-グルタミン + 2-オキソグルタル酸 + 2 還元型フェレドキシン + 2 H+
反応式の通り、この酵素の基質はL-グルタミン酸と酸化型フェレドキシン、生成物はL-グルタミンと2-オキソグルタル酸と還元型フェレドキシンとH+である。補因子としてFAD、鉄、硫黄、鉄硫黄タンパク質、フラボタンパク質を用いる。
組織名はL-glutamate:ferredoxin oxidoreductase (transaminating)で、別名にferredoxin-dependent glutamate synthase, ferredoxin-glutamate synthase, glutamate synthase (ferredoxin-dependent)がある。